# Пашинці
Паши́нці (болг. Пашинци) — село в Кирджалійській області Болгарії. Входить до складу общини Крумовград.

## Населення
За даними перепису населення 2011 року у селі проживали 463 особи, з них 452 особи (98,9%) — турки.
Розподіл населення за віком у 2011 році:
Динаміка населення: